# Tillières-sur-Avre
Tillières-sur-Avre es una localidad y comuna francesa situada en el departamento de Eure , en el noroeste de Francia. 
Es localidad donde nació el pintor Maurice Boitel.

## Demografía
| 1 164 | 1 163 | 1 267 | 1 174 | 1 185 | 1 179 |
| Para los censos de 1962 a 1999 la población legal corresponde a la población sin duplicidades (Fuente: INSEE [Consultar]) |       |       |       |       |       |